# Pensionsstiftelseföreningen
Pensionsstiftelseföreningen (finska: Eläkesäätiöyhdistys, ESY) är en finländsk förening för pensionsstiftelser.
Föreningen, som har sitt säte i Helsingfors, grundades 1962 med syfte att främja samarbetet mellan pensionsstiftelserna och bevaka deras intressen, ta initiativ till åtgärder som syftar till att utveckla lagstiftningen rörande pensionsstiftelser, upprätthålla kontakt med myndigheter, organisationer och inrättningar, informera medlemmarna om aktuella tilldragelser inom verksamhetsområdet samt ordna utbildning och ge medlemmarna sakkunnig hjälp. Föreningen vill påverka de politiska beslutsfattarna och arbetsmarknadsorganisationerna genom att förse dem med aktuell information om pensionsstiftelserna och deras verksamhet. 2005 hade föreningen 76 medlemmar i form av pensionsstiftelser, vartill kom 12 pensionskassor. Medlemssamfunden hade detta år omkring 178 000 försäkrade arbetstagare.